# Michaił Kozłow (trener)
Michaił Stiepanowicz Kozłow, ros. Михаил Степанович Козлов (ur. 9 stycznia?/21 stycznia 1885 w Twerze, Imperium Rosyjskie, zm. 28 lipca 1964 w Moskwie, Rosyjska FSRR, ZSRR) – rosyjski piłkarz, trener piłkarski.

## Kariera piłkarska

### Kariera klubowa
Wychowanek drużyny piłkarskiej Szkoły Realnej w Twerze. W 1911 rozpoczął karierę piłkarską w zespole KWKILSI Twer. Po zakończeniu I wojny światowej grał do 1921 w klubie SKŁ Moskwa.

## Kariera trenerska
Po zakończeniu kariery w latach dwudziestych XX wieku był trenerem reprezentacji ZSRR w piłce nożnej, która występowała epizodycznie w meczach towarzyskich. W 1936 trenował Spartak Moskwa, z którym zdobył mistrzostwo Związku Radzieckiego jesienią 1936 roku, po czym przestał trenować.
Po karierze trenerskiej był przewodniczącym Sekcji Piłki Nożnej ZSRR. 28 lipca 1964 zmarł w Moskwie.

## Sukcesy i odznaczenia

### Sukcesy trenerskie
Sbornaja Moskwy
- mistrz ZSRR: 1920

Spartak Moskwa
- mistrz ZSRR: 1936 (jesień)

### Odznaczenia
- tytuł Zasłużonego Mistrza Sportu ZSRR
- Order Czerwonego Sztandaru Pracy: 1950